# Zimbi
Zimbi est un village du Cameroun situé dans la Commune de Ouli situé dans la Région de l’Est et dans le département du Kadey, Arrondissement de Mbotoro. 

## Climat
Le climat de la région est subéquatorial de type guinéen à quatre (04) saisons dont deux (02) pluvieuses (une grande saison des pluies de mi-août à mi-novembre et une petite saison des pluies de mi-mars à mai), et deux (02) saisons sèches (novembre à mi-mars et Juin mi-août) ce qui permet de réaliser deux cycles de cultures par an[réf. nécessaire]. 

## Population
Les 453 habitants sont répartis entre 203 hommes et 145 femmes, le reste de la population est constitué des jeunes de moins de 16 ans et des enfants. Il y a deux (02) ethnies majoritaires, les Gbaya et les Bororos[réf. nécessaire]. 

## Économie
Le sous-sol de Zimbi contient un potentiel important[évasif] en ressources minières et donc l’exploitation minière de façon artisanale est prépondérante même s’il y a une ignorance des techniques d’exploitation[réf. souhaitée].